# Portugees-West-Afrika
Portugees Angola, gelegen in het zuidwesten van Afrika, was een historische kolonie van het Portugese Rijk van 1575 tot 1951. Van 1951 tot 1972 werd het de overzeese provincie Portugees West-Afrika onder het Estado Novo-regime van Portugal. Tussen 1972 en 1975 stond het opnieuw bekend als de Staat Angola binnen het Portugese Rijk, voordat het in 1975 de onafhankelijke Volksrepubliek Angola werd.
In de 16e en 17e eeuw regeerde het Koninkrijk Portugal langs de kust en raakte betrokken bij militaire conflicten met het Koninkrijk Kongo, maar in de 18e eeuw slaagde Portugal er steeds meer in het binnenland van de hooglanden te koloniseren. Andere politieke entiteiten in de regio waren het Koninkrijk Ndongo, het Koninkrijk Lunda en het Koninkrijk Mbunda. Volledige controle over het gehele grondgebied werd pas aan het begin van de 20e eeuw bereikt, toen overeenkomsten met andere Europese machten tijdens de Wedloop om Afrika de grenzen van de kolonie in het binnenland vastlegden.

## Geschiedenis

### Vorming van de kolonie
Aan het einde van de vijftiende eeuw kwamen Portugese ontdekkingsreizigers voor het eerst aan bij het Koninkrijk Kongo. In die tijd was er geen sprake van een politieke eenheid als Angola. In het gebied waren er wel verschillende politieke structuren (koninkrijken) van verschillende grootte. De Portugezen waren voornamelijk uit op handel in onder meer slaven. Ze bekeerden de hogere klassen tot het christendom en leerden hen lezen en schrijven in het Portugees.
De eerste Portugese nederzetting werd in de zestiende eeuw gesticht op de plek waar later de stad Soyo kwam te liggen. Deze hoorde destijds bij het Koninkrijk Kongo. In het jaar 1575 werd de nederzetting bij Luanda gesticht en in de zeventiende eeuw de nederzetting Benguela. Vanuit deze nederzettingen werden gedurende 200 jaar meer dan een miljoen slaven naar de Nieuwe Wereld geëxporteerd, voornamelijk naar Brazilië, maar ook naar Noord-Amerika.
In de zeventiende eeuw ontstond een gewapend conflict tussen Portugal en het Koninkrijk Kongo om economische belangen. De Portugezen wonnen daarbij de eerst de Slag bij Mbwila (1665), maar de Congolese strijders wisten te winnen bij de Slag bij Kitombo (1670).

### Inlandse expansie
Tijdens de achttiende eeuw wisten de Portugese kolonisten controle te krijgen over het centraal hoogland van Angola en gedurende de negentiende eeuw werden er expedities verder landinwaarts ondernomen. Desondanks kreeg de Portugese regering pas aan het begin van de twintigste eeuw volledige controle over het gehele gebied. 
In het begin van de twintigste eeuw ontstond er verzet tegen het Portugese gezag in de Mbundastam, omdat de Portugezen hun 21e monarch hadden ontvoerd. Dit leidde ertoe dat zij gewapende acties tegen het gezag voerden om Mbundaland in te beschermen. Het Mbundaleger maakte gebruik van bogen, terwijl de Portugezen de beschikking hadden over vuurwapens. Zij wisten daarmee makkelijk te winnen van de Mbundas en voegden daarna het Mbundaland toe aan hun gebied. Hiermee had de kolonie het gehele gebied van het hedendaagse Angola onder controle.

### Onafhankelijkheidsoorlog
Vanaf het jaar 1951 werd Portugees-West-Afrika officieel niet meer gezien als een kolonie, maar als een overzeese provincie. Eind jaren 50 werden het Nationaal Front voor de Bevrijding van Angola gesticht en de Volksbeweging voor de Bevrijding van Angola, twee groepen die streefden naar de onafhankelijkheid van Angola en het systeem bevochten waarin de lokale bevolking gedwongen werd om te verhuizen en dwangarbeid te verrichten. In het jaar 1961 starten ze samen een guerrillaoorlog die deel werd van de Portugese koloniale oorlog, terwijl in datzelfde jaar ook de dwangarbeid werd afgeschaft. Na dertien jaar oorlog wisten de onafhankelijkheidsstrijders deze oorlog te winnen.